# Archidiocèse de Reims
L'archidiocèse de Reims est un diocèse métropolitain de l'église catholique en France. Il a été érigé au IIIe siècle et a été élevé en archevêché dès le IVe siècle. Ses archevêques sont les successeurs des primats de Belgique seconde.
Depuis le 18 août 2018, Éric de Moulins-Beaufort est archevêque de Reims. Il est assisté par un évêque auxiliaire, Étienne Vető depuis 2023.

## Histoire

### Fondation
D'après la tradition, l'évêché de Reims est fondé vers 250 par les saints Sixte et Sinice.
L'existence d'un évêque de Reims est attestée au milieu du IIIe siècle, dans les Epistolae de Cyprien de Carthage,.
Le premier texte précis concernant le diocèse de Reims est du concile d'Arles en 314 ; parmi les seize évêques figurant à ce concile se trouvaient ceux de Reims (Bétause) et de Trèves, provinces de la Gaule belgique. Aucun de leurs successeurs ne fut plus célèbre que saint Remi, mort en 533, après 74 ans d'épiscopat.

### Fonction
Une des prérogatives des archevêques de Reims fut de sacrer les rois de France, avec l'huile de la Sainte Ampoule. Dans la cathédrale de Reims, de Henri Ier à Charles X, trente rois de France furent sacrés en ces lieux.

### Moyen Âge
Au VIe siècle, le ressort du diocèse de Reims est réduit avec la création du diocèse de Laon. Selon la tradition, celui-ci aurait été fondé par saint Remi qui lui aurait assigné pour ressort le comté de Laon dont son père était l'administrateur. La date de la partition du diocèse de Reims reste discutée, car l'existence d'un évêque de Laon n'est attestée qu'en 549, lorsque saint Génebaud se fait représenter au concile d'Orléans.
Tilpin (ou Turpin) est archevêque de Reims à la fin du VIIIe siècle. Il avait pour suffragants : Châlons-en-Champagne, Soissons, Noyon, Tournai, Arras, Beauvais, Thérouanne, Amiens, Senlis, Cambrai et Laon.
En 816, le pape Étienne IV se rend à Reims afin d'oindre et de couronner empereur Louis le Pieux. En 893, l'archevêque Foulques sacre Charles III le Simple.
En 999, le pape Sylvestre II, ancien archevêque de Reims, refuse de reconnaître aux archevêques de Reims un quelconque privilège lors du sacre des rois.
D'après Aubry de Trois-Fontaines, chroniqueur du XIIIe siècle, c'est en 1023, que l'archevêque Ebles, comte de Roucy, aurait acquis le comté de Reims d'un certain comte Eudes que les Libelli de discordia intermonachas S. Remigii et S. Nicasii Remenses agitata tempore Paschalis II. papae identifient au comte Eudes II de Blois. Le comté de Reims est érigé en duché-pairie entre 1060 et 1170.
Le 25 décembre 1089, par la bulle Potestatem ligandi, le pape Urbain II, ancien chanoine du chapitre cathédral de Reims, reconnaît à l'archevêque Renauld Ier et ses successeurs le privilège de sacrer les rois et reines de France « en souvenir de saint Remi qui, ayant converti Clovis à la foi chrétienne, l'établit premier roi chrétien du royaume » ; il leur confère le privilège de suppléer le pape, en cas d'absence de celui-ci, pour procéder aux prémices du couronnement ; il leur confère la primatie sur la province de Belgique Seconde de sorte qu'ils ne soient subordonnés à personne, à l'exception du pape.

### Ancien Régime
En 1559, dans le cadre de la réorganisation religieuse des Pays-Bas, les diocèses de Cambrai, Tournai et Arras furent détachés de la province ecclésiastique de Reims et rejoignirent la nouvelle province ecclésiastique de Cambrai.

L'ancienne étendue de l'archidiocèse.

À la veille de la Révolution française, le diocèse compte deux archidiaconés : le grand archidiaconé et l'archidiaconé de Champagne. Le grand archidiaconé contient les cinq villes du diocèse — Reims, Rethel, Charleville, Mézières et Sedan — et subdivisée en onze doyennés — Braux, Charleville, Fismes, La Montagne, Lavanne, Mézières, Mouzon, Rethel, Rumigny, Saint-Germainmont et la Chrétienté avec la ville de Reims — ; quant à l'archidiaconé de Champagne, il est subdivisé en huit doyennés — Attigny, Bétheniville, Cernay-en-Dormois, Dun-sur-Meuse, Épernay, Grandpré, Le Châtelet et Veste —.

### Après la Révolution
En 1790, dans le cadre de la nouvelle constitution civile du clergé, le département des Ardennes fut dissocié du diocèse de Reims.
Au concordat de 1801, l'archidiocèse de Reims fut supprimé. Reims et tout le département de la Marne furent intégrés au diocèse de Meaux, suffragant de Paris.
Par la bulle Paternae charitatis du 6 octobre 1822, le siège de Reims fut rétabli, avec un territoire comprenant de nouveau celui du département des Ardennes, augmenté de l'arrondissement de Reims.
Quelques noms illustres émergent de l'histoire du diocèse de Reims : après celui de saint Remi, ceux de Gerbert (Sylvestre II), de saint Bruno, et du pape Urbain II, ceux de Jean de Gerson et de Jean Mabillon, de saint Jean-Baptiste de La Salle, sans oublier sainte Jeanne d'Arc…

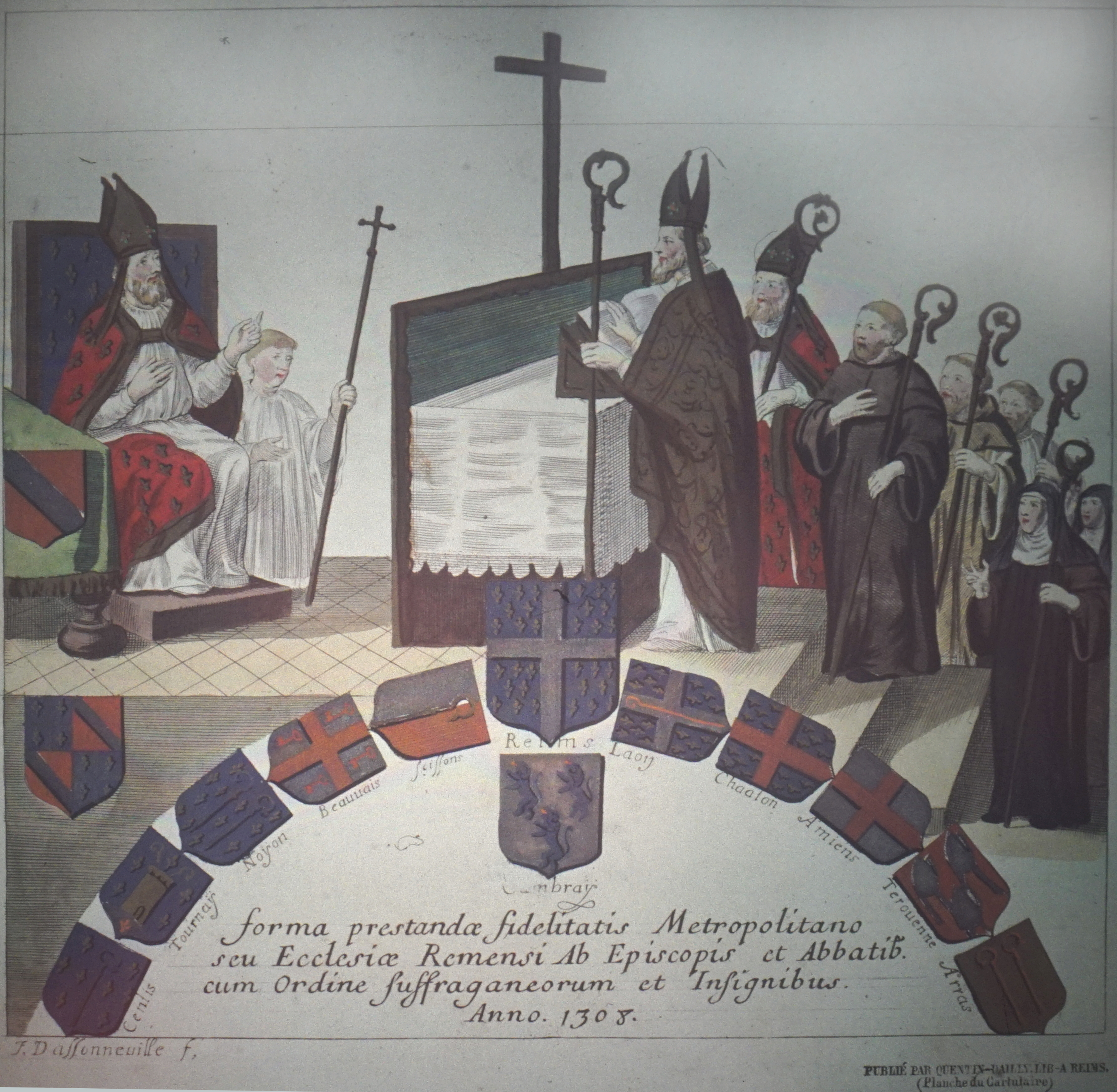
Suffragants de Reims en 1308, gravure de Jacques Dassonville.
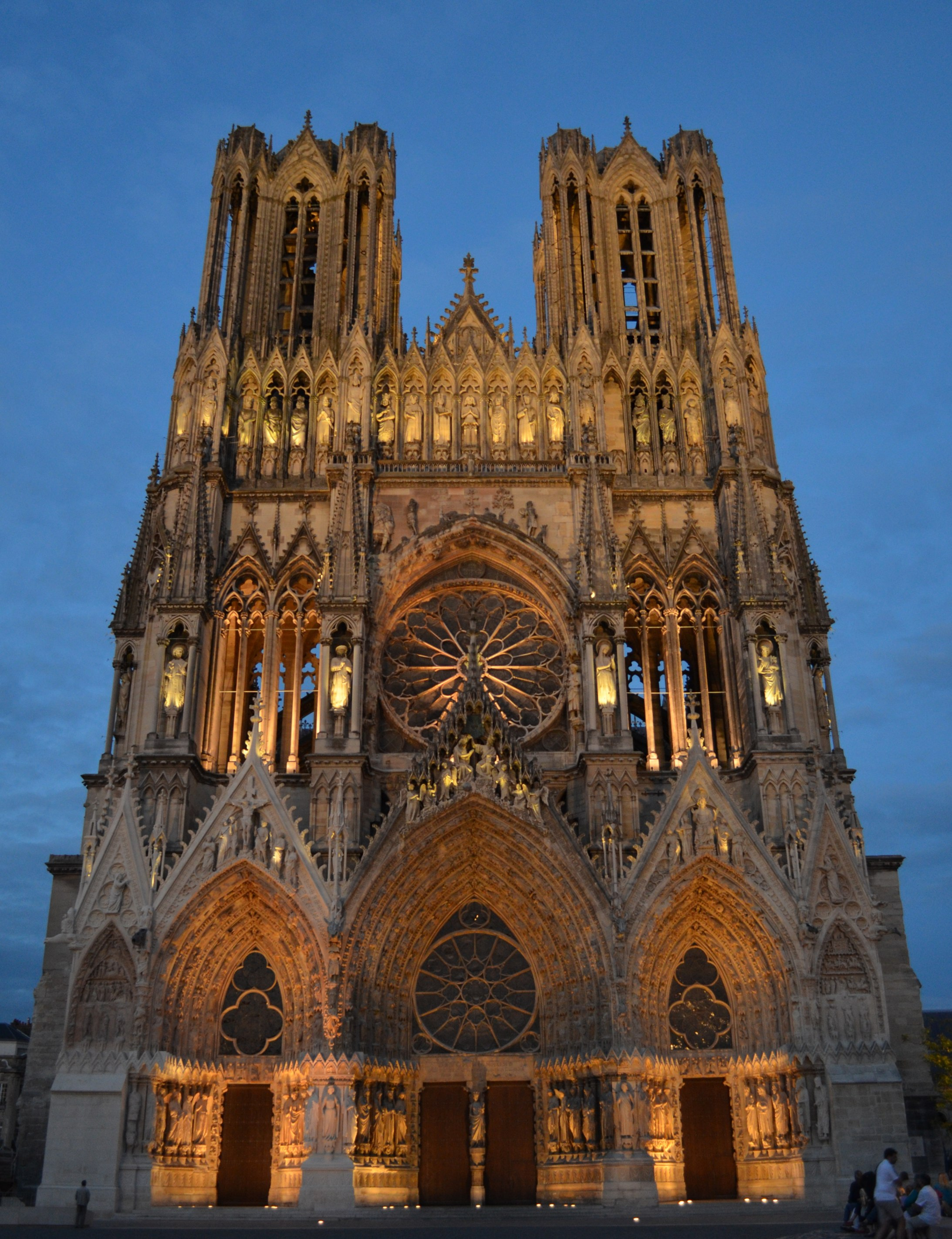
Cathédrale Notre-Dame de Reims.
Les armes de l'archevêché de Reims.

## Évêques originaires de l’archidiocèse de Reims
- Joseph-Jean Heintz (1886-1958), Prêtre du diocèse de Reims (1910-1933). - Évêque de Troyes (1933/1934-1938), Évêque de Metz (depuis 1938)
- Guy Herbulot (1925-2021), évêque émérite d'Évry
- Daniel Labille, évêque émérite de Créteil
- Maurice Landrieux (1857-1926), évêque de Dijon[15]
- Louis Eugène Regnault, évêque de Chartres (1851-1889)[16]
- Pierre-Louis Péchenard, évêque de Soissons
- André-Jean Vérineux (de) (1897-1983), prêtre des Missions étrangères de Paris, évêque de Yingkou en Chine[17].

## Lieux de pèlerinage et sanctuaires du diocèse
- Cathédrale Notre-Dame
- Basilique Saint-Remi
- Ermitage de Saint Walfroy
- Basilique Notre-Dame-de-Bon-Secours de Neuvizy
- Église Saint-Antoine des Hauts-Buttés

## Paroisses
Le diocèse de Reims comprend 55 paroisses :